# Janthinisca badia
Janthinisca badia är en fjärilsart som beskrevs av Sergius G. Kiriakoff 1979. Janthinisca badia ingår i släktet Janthinisca och familjen tandspinnare. Inga underarter finns listade i Catalogue of Life.